# Ahmed Vefik Paixà
Ahmed Vefik Paşa (Ahmed Vefik Paixà) (6 de juliol de 1823 - Istanbul 2 d'abril de 1891) fou un turcòleg i home d'estat otomà.
Va ocupar diversos càrrecs diplomàtics, i fou visir i dues vegades gran visir (una vegada del 4 de febrer de 1878 al 18 d'abril de 1878 i una altra només un dia i mig, de l'1 de desembre del 1882 al 3 de desembre següent) i finalment governador de Brusa. Va dirigir un diari turc (Tasvir-i Efkar).

## Biografia
Era fill d'un grec convertit a l'islamisme i d'una jueva. El seu pare coneixedor de la llengua francesa, el portà el 1834 al col·legi de Sainte-Barbe de París, passant més tard al liceu Saint-Louis. De retorn a la seva pàtria, ocupà un lloc a l'oficina de traduccions de la Porta, el cap de la qual assolí molt aviat. A partir de 1847 (1262 de l'hègira), publicà un anuari estadístic de Turquia Salaamé, ou Annuaire de l'Empire ottoman, que seguí publicant-se durant molts anys.
Al final de 1849 fou nomenat comissari de la Porta en els principats danubians, reemplaçant a Fuad, distingint-se en els divuit mesos que desenvolupà el càrrec, com a funcionari hàbil i integra, i des de 1851-55 fou ambaixador a Pèrsia (avui Iran), l'aliança de la qual amb Rússia va saber impedir. Al seu retorn fou membre del Consell d'Estat i del Consell Suprem de Guerra. El juliol de 1856 presidí el tribunal encarregat de jutjar, segons les formes europees, els processos dels acusats de Varna). Després d'haver exercit durant poc temps el càrrec de ministre de Justícia, mostrant-se partidari de les reformes de 1857, fou nomenat ambaixador de París de 1860 a 61, on es va atraure el desfavor de la cort a causa de la seva oposició a l'expedició sirià, pel que fou cridat a Constantinoble a petició del govern francès. En aquesta època fou nomenat paixà.
Després fou president del ministeri d'Obres pies; però a conseqüència de la seva campanya en contra dels abusos administratius, s'enemistà amb diversos elevats funcionaris i fou destituït el 1863. El soldà li confià llavors el càrrec de comissari general d'Anatòlia, amb plens poders per restablir l'ordre públic, pertorbat en aquelles províncies, missió difícil que sabé complir amb un encert singular. El 1877 ocupà la presidència de la primera Cambra de diputats de Turquia (1877). Des de febrer fins a abril de 1878 fou gran visir o primer ministre d'Abdul Hamid II, signant-ne en la seva època el Tractat de San Stefano, però caigué en desgràcia i el soldà li conferí el govern general de l'eyalat de Khudawendigar, amb residència a Bursa, on romandria fins al 1882, en què fou destituït per un extremat rigorisme i empresonat per un suposat crim d'alta traïció, acusació falsa, ordida pels seus enemics, que destruí fàcilment, tant, que un mes després, el gener de 1883, Abdul Hamid destituïa a Küçük Mehmet Said Paixà i nomenava a Vefik gran visir, per més que als tres dies reposava altra volta en aquell càrrec Küçük Mehmet Said Paixà. Des de llavors fins a la seva mort, Ahmad visqué retirat en un yali que el soldà li havia regalat a la vora del Bòsfor.

## Anàlisi de la carrera
Eminent turcòleg autodidacta va escriure un diccionari de turc (Lehce-i osmani). Fou un diplomàtic i funcionari hàbil, intel·ligent i bo, i un poliglota notable, ja que posseïa diverses llengües europees i nombrosos dialectes d'Orient, parlant uns i altres amb gran facilitat. Des de 1864 es dedicà a estudis científics i literaris sota el pseudònim de Solitari de Rumili Hissar. Va escriure un Manual de Geografia per a ús de les escoles, i traduí al turc les següents obres de Molière: Les Fourberies de Seapin', Le Médecin malgré lui', Le Bourgeois gentilhomme', Don Juan', L'Ecole des maris', L'Ecole des femmes', Le Misanthrope', Le Malade imaginaire', Georges Daudi', L'Avare', Le Mariage forcé', L'Amour médecis', Le Dépit amoreux i Tartufe.
Aquestes obres s'imprimiren i es representaren en turc en un petit teatre que manà construir a Bursa, durant el temps que ocupà aquell govern. Vessà també al seu idioma diverses obres de Shakespeare i Friedrich von Schiller.